# Стрільба на літніх Олімпійських іграх 2008
Змагання зі стрільби на літніх Олімпійських іграх 2008 у Пекіні проходили з 9 серпня по 17 серпня в Пекінському холі для стрільби (гвинтівка і пістолет), а також на Пекінському стендовому стрільбищі. З п'ятнадцяти дисциплін країна-господар виграла п'ять.

## Загальний залік
| Місце | Країна               | Золото | Срібло | Бронза | Загалом |
| ----- | -------------------- | ------ | ------ | ------ | ------- |
| 1     | Китай (CHN)          | 5      | 2      | 1      | 8       |
| 2     | США (USA)            | 2      | 2      | 2      | 6       |
| 3     | Чехія (CZE)          | 2      | 1      | 0      | 3       |
| 3     | Україна (UKR)        | 2      | 1      | 0      | 3       |
| 5     | Італія (ITA)         | 1      | 2      | 0      | 3       |
| 6     | Південна Корея (KOR) | 1      | 1      | 0      | 2       |
| 7     | Фінляндія (FIN)      | 1      | 0      | 1      | 2       |
| 8     | Індія (IND)          | 1      | 0      | 0      | 1       |
| 9     | Росія (RUS)          | 0      | 2      | 2      | 4       |
| 10    | Німеччина (GER)      | 0      | 1      | 3      | 4       |
| 11    | Монголія (MGL)       | 0      | 1      | 0      | 1       |
| 11    | Норвегія (NOR)       | 0      | 1      | 0      | 1       |
| 11    | Словаччина (SVK)     | 0      | 1      | 0      | 1       |
| 14    | Австралія (AUS)      | 0      | 0      | 1      | 1       |
| 14    | Хорватія (CRO)       | 0      | 0      | 1      | 1       |
| 14    | Куба (CUB)           | 0      | 0      | 1      | 1       |
| 14    | Франція (FRA)        | 0      | 0      | 1      | 1       |
| 14    | Грузія (GEO)         | 0      | 0      | 1      | 1       |
| 14    | Словенія (SLO)       | 0      | 0      | 1      | 1       |
| Total | Total                | 15     | 15     | 15     | 45      |

### Чоловіки
| Дисципліни                 | Золото                                   | Срібло                                 | Бронза                                 |
| -------------------------- | ---------------------------------------- | -------------------------------------- | -------------------------------------- |
| Пневматичний пістолет      | Пан Вей · Китай                          | Чин Чон О · Південна Корея             | Jason Turner · США                     |
| Пневматична гвинтівка      | Абгінав Біндра · Індія                   | Чжу Цінань · Китай                     | Генрі Хяккінен · Фінляндія             |
| Пістолет                   | Чин Чон О · Південна Корея               | Тань Цзунлян · Китай                   | Ісаков Володимир В'ячеславович · Росія |
| Швидкісний пістолет        | Петрів Олександр Святославович · Україна | Ральф Шуманн · Німеччина               | Крістіан Райц · Німеччина              |
| Гвинтівка лежачи           | Айвазян Артур Суренович · Україна        | Метт Еммонс · США                      | Воррен Потент · Австралія              |
| Гвинтівка з трьох положень | Qiu Jian · Китай                         | Сухоруков Юрій Олександрович · Україна | Раймонд Дебевець · Словенія            |
| Скит                       | Вінсент Генкок · США                     | Торе Бровольд · Норвегія               | Антоні Терра · Франція                 |
| Трап                       | Давид Костелецький · Чехія               | Джованні Пелльєло · Італія             | Аліпов Олексій Олександрович · Росія   |
| Дубль-трап                 | Ґленн Еллер · США                        | Франческо д'Аньєлло · Італія           | Ху Біньюань · Китай                    |

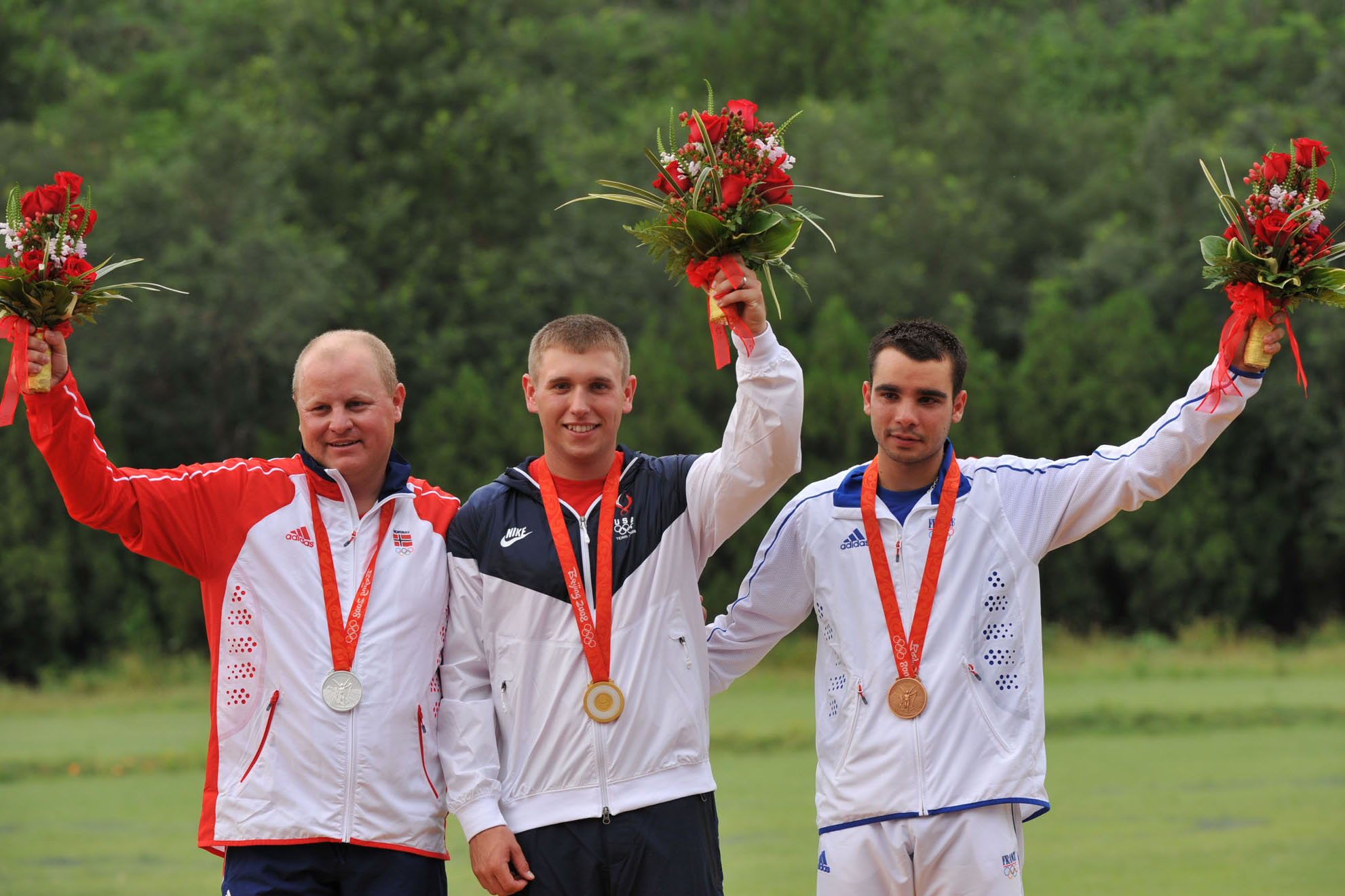
Переможці в чоловічому скиті. Зліва направо: Торе Бровольд, Вінсент Генкок, Антоні Терра

Спочатку Кім Джон Су з Північної Кореї виграв срібну медаль у стрільбі з пістолета 50 м і бронзову медаль у стрільбі з пневматичного пістолета 10 м, але був дискваліфікований після позитивної проби на пропранолол.

### Жінки
У стрільбі з пневматичного пістолета 10 м срібну медаль виграла росіянка Наталія Падеріна, а бронзову — Ніно Салуквадзе з Грузії. На той час Росія і Грузія перебували в стані війни. Під час церемонії нагородження Падеріна і Салуквадзе обійняли одна одну і поцілували в щоку.
| Дисципліни                 | Золото                          | Срібло                              | Бронза                             |
| -------------------------- | ------------------------------- | ----------------------------------- | ---------------------------------- |
| Пневматичний пістолет      | Го Веньцзюнь · Китай            | Падеріна Наталія Федорівна · Росія  | Ніно Салуквадзе · Грузія           |
| Пневматична гвинтівка      | Катерина Еммонс · Чехія         | Галкіна Любов Володимирівна · Росія | Снєжана Пейчич · Хорватія          |
| Пістолет                   | Chen Ying · Китай               | Отрядин Гундегмаа · Монголія        | Доржсуренгійн Монхбаяр · Німеччина |
| Гвинтівка з трьох положень | Ду Лі · Китай                   | Катерина Еммонс · Чехія             | Егліс Яйма Крус · Куба             |
| Скит                       | К'яра Кайнеро · Італія          | Кімберлі Род · США                  | Крістін Венцель · Німеччина        |
| Трап                       | Сату Мякеля-Нуммела · Фінляндія | Зузана Штефечекова · Словаччина     | Корі Коґделл · США                 |